# Chimaditida-See
Die Chimaditida (griechisch Χειμαδίτιδα, f. sg., Bulgarisch: Руднишко езеро - Rudnischko esero;  Врабчинското езеро - Vradzinskoto e.) ist ein kleiner See im Norden Griechenlands, der sich im östlichen Teil des Regionalbezirkes Florina befindet. Er liegt nahe an der Grenze zum Regionalbezirk Kozani und gehört zu einer Reihe von Seen im Becken von Eordea, das von den Bergen Verno, Voras, Siniatsiko und Vermio gebildet wird. Außer dem Chimaditida-See gehört der Vegoritida-See, der Zazari-See und der Petres-See zu dieser Seen-Gruppe.

## Geographie
Der Chimaditida-See hat eine Fläche von ca. 10,8 km² und liegt auf 593 m über dem Meer. Die mittlere Tiefe beträgt 1 m. Er ist stark verlandet, so dass nur noch eine grob halbmondförmige Wasserfläche übrig ist. Der größte Teil der Fläche ist mit Schilf bewachsen. Der See wurde zusammen mit seinen Nachbarn in das Programm Natura 2000 aufgenommen, er trägt die Nummer GR 1340005.
Im Einzugsgebiet des Beckens von Eordea leben ca. 5.000 Einwohner auf einer Fläche von ca. 344 km².
Die nächsten größeren Städte sind:
- Amyndeo ca. 10 km nordöstlich und
- Ptolemaida, ca. 15 km südwestlich davon.

Die nächsten Dörfer sind Anargyri (Ανάργυροι) am Ostende des Sees, Olympiada im Süden und Limnochori (Λιμνοχώρι) im Norden, am Westende des Zazari-Sees, wo auch der Kanal beginnt, der das Wasser des Zazari- zum Chimaditida-See leitet.

## Natur
Hundertfünfzig Pflanzenarten, 12 Säugetier-, 7 Reptilien- und 7 Amphibien-Arten wurden gezählt.